# Setigloma japonica
Setigloma japonica is een tweekleppigensoort uit de familie van de Sareptidae. De wetenschappelijke naam van de soort is voor het eerst geldig gepubliceerd in 1885 door E. A. Smith.